# Jaume Mestres
Jaume Mestres i Pérez (Barcelona, 12 de diciembre de 1907-30 de agosto del 1994) fue un compositor, director de orquesta y empresario de teatro musical español.

## Biografía
Se dedicó primordialmente a la composición, tanto de revistas (había compuesto una cincuentena en 1968) como de un centenar y medio de piezas ligeras -canciones, cuplé- que fueron interpretadas por cantantes punteras de la época: la Bella Dorita, Carmen de Lirio. Fue autor de muchos jingles para publicidad, como los que cantó Carmencita Aubert para el perfume Cocaína en flor (1935) o el del Cerebrino Mandri a ritmo de sardana. También dirigió grabaciones de cuentos infantiles catalanes para la discográfica Columbia en los años 60.
En los 1949-1958 -como mínimo- hizo una compañía de revistas con Salvador Bonavia i Panyella, que era autor de los libretos de los espectáculos, como Mestres lo era de la música. Fue empresario de los teatros Arnau (1949-1950), Liceo (1955) y Apolo (1957 y 1958) de Barcelona. El 1958 entró en el Consejo de la Sociedad General de Autoras de España, de donde todavía formaba parte el 1976 como director de la zona de Cataluña.

## Obras
- Alfonsito, schotis
- Amor de madre, canción grabada por Miguel de Linares en EP (Madrid: Columbia, 1978 ref. SQEN 9283-SQEN 9284)
- Barcelona, sempre amb obres (1975), canción escrita con Ramon Farran y grabada por "Marta y La Barrila" en la EP Collint codonys (Madrid: Columbia, 1975 ref. MO1523)
- Barcelona, si qu'és bona (1969), escrita con S.Obiol (Antoni Carcellé)
- Cacaolat: marcha 6/8
- Calixtus, one-step, con letra de Salvador Moya
- Cara bonita, cumbia (1966), letra de Jesús María de Arozamena y Santiago Guàrdia i Moreu
- Carolina, fox de medio tiempo (1943?), grabada por "Rina Celi" y "Evaristo y su Orquesta" en disco "de piedra" (Barcelona: Gramófono Odeón, 1943 ref. C 8585 Regalo)
- Casarramona, one-step, con letra de S. Moya
- Cerebrino Mandri, sardana con letra de S. Moya, grabada por la cobla Barcelona en disco "de piedra"[2]
- Club Lista Azul, fox (1973), grabado en EP por la orquesta Red-Key (Barcelona: EMI-Odeón, 1973 ref. EC-109 Interdisc)
- Coñac Valdespino, pasodoble flamenco, con letra de S. Moya
- ¿Cuando te vas?, canción
- Una dulce ilusión, canción publicitaria grabada por Marcial Degá en disco "de piedra" (San Sebastián: Columbia, can 1945 ref PQB 1125, PQB 1126 J.M. Querol)
- Escudella de pagès, recitat sobre música (1969), canción escrita con S. Obiol
- Evocación a la Giralda: 6/8 spanis [sic] one-step, escrita con R. Folch
- Fácil rock, rock and roll (1959), de Oswaldo B. Aranda
- Ja som al juny = Amor en primavera (1968), con letra de Damasco
- Ja som algú, canción popularizada por Joan Capri
- Lápiz Termosán, pasodoble flamenco, con letra de S. Moya
- Letona: habanera, letra de S. Moya
- Un lloro, cumbia (1969), escrita con S. Obiol
- Mandrosa, sardana
- La Marieta d'avui, con letra de S. Bonavia
- Medias Platino, mazurka, con letra de S. Moya
- Lo mejor de lo mejor, canción publicitaria grabada por Miguel Heredia y orquesta en disco "de piedra" (San Sebastián: Columbia, can 1945 ref PQB 1125, PQB 1126 J.M. Querol)
- Mis piropos, pasodoble canción (1959)
- La modistilla catalana, cuplet (1954)
- Netol, schotis, con letra de S.Moya
- No estás enamorada, bolero (1959)
- No som res, canción popularizada por Joan Capri
- ¡Oh que calor!, marxiña, con letra de J. de Ávila, grabado por "Rina Celi" en disco "de piedra" (Barcelona: Gramófono Odeón, 1943 ref. 203930 Odeón)
- Olé y olé, pasodoble, con letra de S. Moya
- Panchito, conga, con letra de S. Moya
- ¡El pim pam --fuego!, cumbia (1966), letra de S. Guardia y J. M. de Arozamena
- Les porteres (1971), letra y música de J. Mestres
- Pubilla catalana (1960), canción
- ¿Qué le voy a hacer?, bolero-mambo (1964), letra de S. Guardia
- Qué soledad, slow (1975)
- Reina del mar, grabada por el "Trío Fantasía" en EP (Madrid: Columbia, 1972 ref. QRN 485 Iberia)
- La rosa de los tiempos, bamba (1965), letra de S. Guardia y J. M. de Arozamena
- Salero, pasodoble (1969?)
- Salve Regina (1939)
- Samba Paula (1974)
- La sandía, samba (1951)
- Sopar d'amor (1952), canción popularizada por "La Bella Dorita"
- Tengo miedo, canción
- Tortura de amor, bolero (1959), de Oswaldo B. Aranda
- Triana, cancó con letra de Manuel Zaragoza
- La Xocolatera, one-step, con letra de S.Moya
- La Yenka se baila en Cuenca (1965), letra de G. Moreu (S. Guàrdia)
- Veniu a Barcelona (1968), canción con letra y música de J. Mestres
- Visca el dia de Nadal (1968), villancico con letra de S. Guàrdia

### Música para la escena
- ¡Allá películas! (1949), revista de J. de Ávila y José Andrés de Prada con música de Antoni Garcia Cabrera y J. Mestres
- El alma del cuplé (1957), con libreto de Salvador Bonavia, estrenada en el Teatro Romea (Barcelona)
- L'apotecari d'Olot, sobre argumento de "Serafín Pitarra"
- El as de bastos (1954), con libreto de S. Bonavia, estrenada en el Teatro Victoria (Barcelona)
- Bajo lo cielo mejicano (1945), con libreto de Cecília Alonso i Bozzo, estrenada en el Teatro Nuevo
- Barcelona 2000 (1971), con libreto de Joaquim Muntañola, música de J. Mestres y Amadeu Vives, estrenada en el Teatro Romea
- Barcelona se divierte (1951), con libreto de S. Bonavia, estrenada en el Teatro Romea
- La bellezas de Hollywood (1944), con libreto de J. de Ávila, estrenada en el Teatro Coliseum
- Canela, sal i pimienta (1949), libreto de S. Bonavia
- ¡¡Contrastes!!, revista a gran espectáculo en tres actos (1943), con libreto de J. de Ávila
- De Barcelona a Mataró con parada y fonda en el Brasil (1948), con libreto de F. Prada y Joan Lladó, y música de J. Mestres, Salinas, J.M.Torrens, Reesek, Sanmartin[3]
- De Colón al Tibidabo (1951), con libreto de S. Bonavia, estrenada en el Teatro Arnau
- De Nueva York a Barcelona (1940), música de J. Mestres y Joan Duran[4]
- Del Paralelo a la Rambla (1949), libreto de S. Bonavia, estrenada en el Teatro Arnau
- El difunto es un vivo (1940), revista con libreto de Francisco Prada e Ignasi F.Iquino y música en colaboración con J. M. Torrens. Reestrenada en el Teatro Victoria de Barcelona el 31 de marzo de 1945.
- Este año estoy de moda (1952), libreto de S. Bonavia, estrenada en el Teatro Poliorama
- El fabuloso mundo del music-hall (1966), con libreto de Jesús María de Arozamena
- El festival del beso (1958), con libreto de F. Prada e Ignasi F. Iquino, estrenada en el Teatro La Latina
- El funerari (1968), con letra de Joan Vila-Casas, estrenada con Joan Capri en el Teatro Romea
- La Gilda del Paralelo (1949), con letra de S. Bonavia
- He conquistado a mi viuda, con libreto de F. Prada e Ignasi F. Iquino
- Historias del Paralelo (1968), con libreto de Sebastià Gasch, canciones de J. Mestres, Ramon Ferrés y Federico Moreno Torroba y letras de Jesús María de Arozamena
- Ja som a Sants
- Lo que el tiempo se llevó (1953), libreto de S. Bonavia
- Luces del Paralelo (1954), libreto de J. Andrés de Prada y S. Bonavia y música de J. Mestres y Joan Dotras, estrenada en el Teatro Victoria
- El Lunes a Marte, buscando estrellas (1958), libreto de F. Prada y música de J. Mestres y Manuel López Quiroga, estrenada en el l Teatro La Latina
- Maty Mont... al aparato (1951), con libreto de S. Bonavia
- La Marquesa de Peñaflor (1948)
- Más mujeres (1957), con libreto de F. Prada e Ignasi F. Iquino. Estrenada en el Teatro La Latina el 6 de noviembre de 1957
- Mi mujer no es mi mujer (1957), libreto de F. Prada, estrenada en el Teatro Apolo (Barcelona)
- Mi viudito se quiere casar (1957), con libreto de F. Prada, estrenada en el Teatro Apolo
- Las mil y una piernas (1952), con libreto de Tono, Joan Valls y Jumar, estrenada en el Teatro Fuencarral de Madrid
- Ninets. Titus i Mariana (1947), texto de Claudi Fernàndez, música escrita con Josep Maria Torrents
- Oiga... que sean guapas (1952), con libreto de S. Bonavia, estrenada en el Teatro Poliorama
- Per favor, deixa'm la dona un ratet = Préstame tú mujer (1953), con libreto de Salvador Bonavia, estrenada en el Teatro Apolo
- Los platillos volantes (1950), con libreto de S.Bonavia
- La Princesa Bebé (1946), música de J. Mestres y JM.Torrens sobre la obra de Jacinto Benavente
- ¡Qué guapa estás!, fantasía lírica en dos partes, guion y letras de J. de Ávila
- Que pequeña es Barcelona (1950), libreto de S. Bonavia, estrenada en el Teatro Arnau
- Quina nit! (1952), revista con libreto de S. Bonavia estrenada en el Teatro Romea
- Rita Hilton, hotel de lujo, con libreto de Damasco, estrenada en el Teatro Talia (Barcelona)
- Timoteo, qué las das (1959), comedia musical de Ignasi F.Iquino y Francisco Prada, con música escrita con Ramon Ferrés, estrenada en el Teatro La Latina.
- Tres suspiros a las seis (1953), revista con libreto de S. Bonavia, estrenada en el Teatro Apolo
- ¡Una esposa, por favor! (1954), con libreto de S. Bonavia, estrenada en el Teatro Victoria
- Un marido provisional (1968), con libro de F.Prada y ?Giménez, estrenada en el Teatro La Latina
- Las viudas del estraperlo (1949), con libreto de S.Bonavia, estrenada en el Teatro Arnau
- Yo fui Susana Morales (1958), con libreto de S. Bonavia, estrenada en el Calderón de Barcelona

### Música para películas
- Los claveles (1960), de Miquel Lluch, música de Josep Serrano y J. Mestres[5]
- Buen viaje, Pablo (1959), de Ignasi F. Iquino
- Las cinco advertencias de Satanás (1938), de Isidre Socias sobre guion de Enrique Jardiel Poncela
- Nosotros somos así (1936), de Valentín R. González (comprende las piezas Soy de Jauja, de Pasqual Godes y Jota y Marcha de J. Mestres)[6]
- Y tu, ¿qué haces? (1937), de Ricardo de Baños[7]